# Amyna ruptirena
Amyna ruptirena là một loài bướm đêm trong họ Noctuidae.